# Fogna del comportamento
La fogna del comportamento, o fogna comportamentale (in inglese, behavioral sink), è un'espressione coniata dall'etologo statunitense John Bumpass Calhoun, usata per denotare il collasso di una società a causa di anomalie comportamentali provocate dal sovraffollamento, pur in un ambiente in cui la comunità è tenuta al riparo da avversità atmosferiche o da predatori e si vede garantita abbondanza illimitata di risorse, come cibo e acqua, e pertanto non si trova in una situazione di sovrappopolazione in senso "malthusiano" (cioè uno squilibrio tra popolazione e risorse, con quest'ultime insufficienti al fabbisogno della comunità).

## Storia
Per arrivare a questa osservazione, l'etologo condusse alcuni esperimenti di sovrappopolazione nel corso degli anni, usando alcune colonie di ratti grigi (dal 1958 al 1962) e topi (dal 1968 al 1972). Calhoun coniò il termine "fogna del comportamento" il 1º febbraio 1962, in un articolo dal titolo Densità di popolazione e patologia sociale, scritto per illustrare i risultati dell'esperimento e uscito sul settimanale scientifico Scientific American. I risultati di Calhoun vennero usati successivamente come modello animale di collasso sociale, e i suoi studi divennero un punto di riferimento per la sociologia urbana e la psicologia.
Nel 1962 Calhoun descrisse in questa maniera il comportamento riscontrato negli esperimenti:
Calhoun avrebbe continuato gli esperimenti per molti anni, ma la pubblicazione dell'articolo nel 1962 portò alla luce del grande pubblico il concetto, facendo sì che prendesse una piega diversa dall'originale, in un'analogia con il comportamento umano. Calhoun andò in pensione nel 1984, ma continuò le sue ricerche fino alla sua morte, il 7 settembre 1995.

## Esperimento
I primi esperimenti di Calhoun vennero condotti in una fattoria presso Rockville, in Maryland, nel 1947.
Calhoun partiva dall'assunto ipotizzato da Thomas Malthus, noto teorico delle conseguenze della sovrappopolazione, il quale affermava che i limiti assoluti alla crescita della popolazione fossero la miseria e il vizio. La ricerca scientifica si era focalizzata sino a quel momento sull'analisi del primo fattore restrittivo, la miseria, che nel campo pratico si basa sulla predazione, sulle malattie e sulla quantità di cibo disponibile come fattori per contenere la popolazione. Calhoun quindi si chiese quali fossero invece gli effetti del comportamento sociale sulla crescita della popolazione, e viceversa gli effetti della densità di popolazione sul comportamento.
Durante i primi test quindi, posizionò fra i 32 e i 56 roditori in scatole di 3 x 4 metri in un granaio nella contea di Montgomery. Separò l'habitat in quattro stanze distinte. Ogni stanza era stata specificamente creata per sostenere una dozzina di ratti grigi maturi. I ratti potevano spostarsi fra le stanze usando delle rampe. Calhoun provvide la colonia di risorse illimitate, come acqua e cibo, ad eccezione dello spazio disponibile, e fornì protezione dai predatori, così come dalle malattie e dalle condizioni meteorologiche avverse. Creò ciò che un altro psicologo descrisse come un "paradiso per ratti" o un'"utopia per ratti". In questo modo, eliminati tutti i limiti fisici, a eccezione dello spazio disponibile, solo il comportamento degli individui avrebbe influenzato la crescita della popolazione.
Dopo i primi esperimenti, Calhoun creò un "Ambiente inibitore di morte per topi": una gabbia di pianta quadrata (con lato lungo 2,7 metri) con cibo e acqua illimitati, in modo da permettere qualsiasi incremento di popolazione. Il suo più famoso esperimento, l'"Universo 25", raggiunse il massimo di 2 200 unità di popolazione, e subito dopo iniziò a esibire anomalie comportamentali talmente gravi da causare la totale distruzione dell'habitat e della popolazione. Dal 600º giorno in poi la sua popolazione era in via d'estinzione.

### L'esperimento del 1962
Calhoun basò la sua teoria sulla base dei risultati di sei diverse generazioni. Dopo aver posizionato i roditori, attese che la popolazione aumentasse. Dopo 27 mesi, la popolazione si era attestata sui 150 esemplari adulti. In realtà la mortalità era così bassa che, secondo le stime fatte sul tasso di riproduzione in tale ambiente, la popolazione avrebbe dovuto raggiungere le 5 000 unità. Tuttavia ciò non avvenne poiché, al contrario, la mortalità infantile era altissima. Anche solo con 150 adulti, lo stress sociale provocato dallo spazio ristretto aveva distrutto ogni vincolo sociale, facendo sì che le femmine abbandonassero i loro istinti materni nei confronti dei piccoli. I comportamenti anomali aumentarono, specialmente nelle femmine, al punto che ogni colonia si divise in diversi gruppi, all'interno dei quali non era rispettata alcuna razionalità nella distribuzione dei due sessi (ad esempio un gruppo poteva essere composto da sei, sette femmine e un solo maschio, e un altro da 20 maschi e 10 femmine). Il mangiare, il bere e tutte le altre attività biologiche divennero attività sociali, nelle quali la soddisfazione principale derivava dall'interazione con gli altri ratti. Nel caso dell'alimentazione, questa frenesia nell'interazione portava i ratti a non alimentarsi adeguatamente. Questa "intimità" tuttavia arrivò anche a distruggere tutti i rapporti sociali vitali per la sopravvivenza della colonia, come i riti di accoppiamento, la costruzione di nidi e l'allevamento e la cura dei giovani.

### L'Universo 25

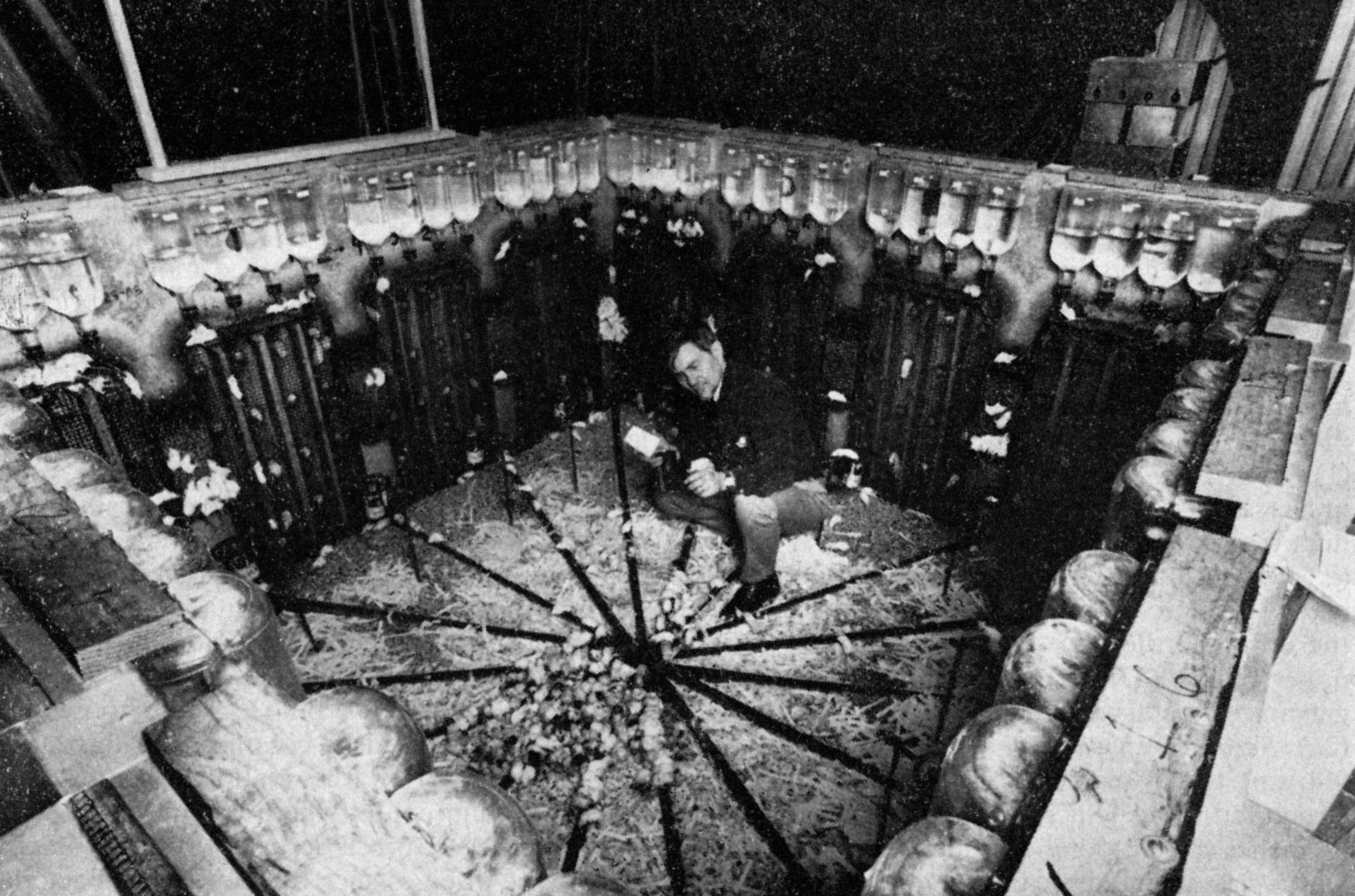
Calhoun all'interno dell'Universo 25 il 10 febbraio 1970, 651 giorni dall'inizio dell'esperimento. L'aggregazione dei topi in una sola rastrelliera per il cibo, nonostante la presenza di altre, è un indicatore della "fogna del comportamento" già in atto.

L’esperimento che diede risalto internazionale alla fogna del comportamento fu il cosiddetto “Universo 25”. Anche in questo caso l'habitat era progettato per eliminare qualsiasi fattore fisico, a eccezione dello spazio disponibile, che avrebbe potuto limitare la crescita della popolazione o incidere negativamente sul benessere e l'aspettativa di vita dei roditori.
L’universo aveva la forma di un serbatoio di pianta quadrata con lato di 2,7 metri, con mura alte un metro e mezzo circa. Il primo metro era strutturato in modo che i topi potessero arrampicarsi liberamente sulle pareti, senza tuttavia poter fuggire; su ogni muro erano saldati 16 tunnel in maglia di ferro, con 4 corridoi orizzontali che li attraversavano da parte a parte, fornendo così 256 ripari in cui costruire altrettanti nidi. Ogni nido era abbastanza grande da ospitare 15 topi. L'habitat avrebbe permesso la sopravvivenza di 3 800 esemplari.
L'ambiente veniva pulito ogni 4 settimane, la temperatura era tenuta costantemente intorno ai 20 °C e persino il rischio di malattie genetiche era stato drasticamente ridotto, selezionando i migliori esemplari dalle colonie del National Institutes of Health.
Nell'habitat furono introdotte quattro coppie di topi. Dopo 104 giorni di adattamento, i topi iniziarono a riprodursi, arrivando a raddoppiare la propria popolazione ogni 55 giorni. Tuttavia, trascorsi 315 giorni, il tasso di crescita della popolazione rallentò sensibilmente. La popolazione era arrivata a 600 esemplari. Nonostante cibo e acqua fossero garantiti in abbondanza, lo spazio iniziò a scarseggiare, e l'habitat si sovrappopolò, facendo emergere alcune anomalie comportamentali nei topi.
I nuovi nati si ritrovavano in un mondo ogni giorno sempre più affollato, in cui vi erano più topi che ruoli sociali. Le posizioni sociali, in seno alla gerarchia dei topi, erano costantemente minacciate. Lo stress di dover difendere il proprio territorio e le proprie femmine da innumerevoli contendenti portò i maschi alfa ad abbandonare il proprio compito, diventato troppo oneroso. L'assenza di questi ruoli sociali fece emergere comportamenti distruttivi e antisociali in tutta la colonia, dato che i normali rapporti sociali erano crollati, e con essi la capacità dei topi di formare legami sociali.
I maschi divennero estremamente aggressivi, arrivando a formare gruppi che attaccavano femmine e piccoli. Altri divennero pansessuali, cercando di avere un rapporto sessuale con qualsiasi topo a disposizione, che fosse maschio, femmina, giovane o vecchio. Le femmine, ormai senza più alcuna protezione, si rifugiarono presso i nidi più alti della colonia, a volte radunandosi in alcuni gruppi composti solamente da femmine, ma dovendo sprecare energie per difendere i propri nidi e se stesse, trascurarono i propri ruoli materni, abbandonando la prole a se stessa, o arrivando ad attaccarla. In alcune aree dell’habitat, la mortalità infantile raggiunse il 96%, e vi furono casi di cannibalismo, nonostante non vi fosse alcun bisogno di esso, dato che il cibo era ancora ampiamente disponibile per tutti gli esemplari.
A questo punto, nell'habitat si formano tre gruppi di topi. I topi più deboli e quelli rifiutati, resistenti fisicamente ma devastati psicologicamente, cercarono di sopravvivere radunandosi al centro dell'habitat, dove la loro vita scorreva inerme se non con qualche insensato e occasionale atto di violenza contro sé stessi. Le femmine rimaste sole cominciarono sempre più a migrare nei nidi più elevati, radunandosi in gruppi. Oltre a questi due, emerse anche un terzo gruppo, che Calhoun chiamò "i belli". Questi topi, mai lasciatisi coinvolgere nelle lotte e mai mostratisi interessati alla riproduzione, erano interessati solo a loro stessi, e le loro uniche attività erano mangiare, dormire e lisciarsi il pelo. Si distinguevano infatti dagli altri per l’assenza di ferite e per il pelo bianco e lucido. Altrove, nei gruppi maggiori, il cannibalismo (pur in presenza di cibo abbondante), il pansessualismo e le esplosioni di violenza continuavano senza sosta. La società dei topi collassò.

Il grafico mostra l'andamento demografico della popolazione di topi nell'esperimento. Le linee tratteggiate indicano le stime fatte dopo il 700º giorno dell'esperimento.

Giunti al giorno 560, la popolazione raggiunse i 2 200 individui (contro gli oltre 3 500 che Universo 25 poteva ospitare), e al 600º giorno la sua crescita si fermò del tutto. Pochi topi riuscirono a superare lo svezzamento; da quel giorno ci furono pochissime gravidanze ma nessun cucciolo sopravvisse. Anche quando la popolazione ritornò ai livelli iniziali dell’esperimento, non si registrarono nuove nascite. I topi ancora in grado di riprodursi, come “i belli” e alcune femmine rintanatesi ai livelli più alti della gabbia, avevano perso la capacità sociale di farlo. La colonia quindi si avviò verso l'estinzione. In qualche modo, le cavie avevano smesso di essere topi, incapaci di avere relazioni sociali. Una sorta di prima morte, come fu definita da Calhoun stesso. Una morte sociale che precedette la morte fisica.

### Le conclusioni tratte
Quando finì di raccogliere i risultati dell'Universo 25, Calhoun riscontrò che i risultati si sarebbero ottenuti eliminando le cause di morte esogene da qualsiasi gruppo di mammiferi. La riduzione della mortalità per cause naturali culminava nella sopravvivenza di un numero eccessivo di individui perfettamente in grado di ricoprire i ruoli sociali caratteristici della propria specie. Nel giro di poche generazioni tutti gli spazi e i ruoli sono occupati, ma vi sono ancora innumerevoli individui capaci di ricoprire i ruoli sociali già occupati. Questi esemplari giovani quindi lottano contro gli esemplari adulti per prenderne il posto, ma la lotta che ne scaturisce è così violenta da portare a un totale esaurimento sia dei contendenti sia degli adulti. A ciò segue la dissoluzione della normale organizzazione sociale (cioè, le istituzioni).
I giovani nati in queste condizioni vengono rifiutati dalle proprie madri e dagli altri associati adulti. Questo fallimento precoce nel formare legami sociali viene aggravato dall'interruzione dei cicli di azioni a causa delle interferenze meccaniche risultante dall'alto tasso di contatto tra individui viventi in una popolazione ad alta densità. L'elevato contatto frammenta ulteriormente il comportamento a causa della stocastica delle interazioni sociali, che esigono che per massimizzare la gratificazione derivata dalle interazioni sociali, l'intensità e la durata delle interazioni deve essere ridotta in proporzione alla dimensione del gruppo. Esemplari capaci solo dei più semplici comportamenti compatibili con la sopravvivenza fisica emergono in questo processo (la prima morte). La specie dunque si estingue.
Calhoun tentò di spiegare questo declino sotto forma di equazione:
Drastica riduzione della mortalità = morte della seconda morte = morte al quadrato = (morte)2
(Morte)2 porta al disfacimento dell'organizzazione sociale = morte delle classi dominanti
Morte delle classi dominanti porta alla morte spirituale = perdita della capacità di impegnarsi in comportamenti essenziali per la sopravvivenza della specie = la prima morte
Quindi: (Morte)2 = la prima morte»
Per Calhoun non c’erano dubbi: non importa quanto sofisticato l'uomo crede di essere, una volta che il numero di individui in grado di ricoprire un ruolo supera largamente il numero di ruoli disponibili,
L’acquisizione, la creazione e l’utilizzo di idee appropriate per il sostentamento della vita in una società post-industriale sarebbe impossibile.»

## Influenza culturale
Il periodo in cui Calhoun condusse i suoi esperimenti era segnato da una concreta paura per il sovrappopolamento. La società, già profondamente segnata dalla più sanguinosa guerra dell’epoca moderna, era seriamente preoccupata delle ripercussioni che l’incremento senza sosta della popolazione umana avrebbe potuto avere sulle risorse naturali, ed ecologi come William Vogt e Fairfield Osborn avevano lanciato i primi allarmi sulla pressione che l’espansione demografica stava avendo sulle risorse di cibo già dal 1948. Inoltre, in quegli anni, iniziò a emergere la paura della "folla", dello sviluppo e della crescita incontrollata di esseri umani, anche a seguito di alcuni episodi ben noti all'opinione pubblica, come le rivolte nelle città americane avvenute fra il 1965 e il 1968, le dimostrazioni nelle università, l'ascesa della cultura della droga, e la risposta apatica dei testimoni dell'omicidio di Kitty Genovese.
Nel gennaio 1960 addirittura il Time dedicò una copertina all'argomento, e nel 1968, Paul Ehrlich pubblicò The Population Bomb, altro saggio che suggeriva l’imminente catastrofe mondiale, a causa di guerre provocate dalla limitatezza delle risorse. Il tema raggiunse la massima importanza quando nel 1972 fu pubblicato un rapporto della Rockfeller Commission sulla popolazione degli Stati Uniti, in cui si suggeriva che la crescita senza freno della popolazione dovesse essere rallentata o addirittura invertita.
Tuttavia, il lavoro di Calhoun era differente, perché contrariamente agli ecologi citati, egli dimostrò, attraverso i suoi esperimenti, che la catastrofe legata al sovrappopolamento non era conseguenza di effettiva scarsità di risorse, ma di mancanza di spazio e di troppe interazioni sociali. Nel fare ciò, Calhoun attrasse gli interessi di antropologi, sociologi e psicologi sociali, interessati ai risultati sulle interazioni sociali. Con la sempre maggiore influenza dei sistemi informatici, la teoria dei sistemi e l'approccio olistico nelle scienze biomediche nell'ambito scientifico generale, i risultati di Calhoun portarono anche a un nuovo modo di pensare nei progettisti urbani e negli architetti, che cominciarono a progettare soluzioni abitative che coesistessero con le leggi naturali, anziché andare loro contro.
Anche in etologia e in altre branche dello studio dei comportamenti animali lo studio e i risultati ottenuti fornirono nuovi strumenti di analisi dei risultati, e stimolò altri ricercatori a compiere ricerche nella direzione dei risultati di Calhoun.
Nella cultura popolare invece, "la formula della "morte al quadrato" di Calhoun fu interpretata come estremamente pessimista, al pari delle leggi di termodinamica per un fisico",, ed ebbero un profondo impatto sull'opinione pubblica. Lo stesso Calhoun aveva scritto i suoi risultati in una prosa atta a suscitare un'analogia fra i topi e gli esseri umani nel lettore. La descrizione dell'habitat ricordava le idee moderniste e utopistiche dell'urbanista Ludwig Hilberseimer. Calhoun si riferiva alle dimore dei topi come "blocchi di appartamenti", o ai topi "belli" come "giovani delinquenti". Quest'uso dell'antropomorfismo era inusuale per uno scienziato, ma il suo scopo era proprio quello di calare il lettore nell'esperimento. Lo stesso termine "fogna del comportamento" fu usata per evocare uno stato parapatologico della società, una disperazione condivisa, richiamata nel comportamento patologico ed esacerbato dai suoi effetti.
Il termine ebbe così successo da essere poi ripreso dallo scrittore Tom Wolfe in una lamentazione sulla decadenza della città di New York, chiamata O Rotten Gotham! Sliding Down into the Behavioral Sink. L'idea influenzò anche la stesura del romanzo Largo! Largo! di Harry Harrison, che successivamente fu trasposto nel film 2022: i sopravvissuti, dove in un mondo sovrappopolato e sull'orlo del collasso le persone vengono trasformate in cibo. Anche il romanzo di John Brunner, Tutti a Zanzibar! ipotizzò un mondo iperattivo e sovrappopolato. L'esperimento influenzò anche la stesura di Mrs. Frisby and the Rats of NIMH, di Robert C. O'Brien, che fu poi trasposto nel film d'animazione Brisby e il segreto di NIMH.